# Тейшейра, Эдгар
Эдгар Тейшейра (порт. Edgar Teixeira; 1 декабря 1989, Аргонсилье, Авейру, Португалия) — футболист, полузащитник клуба «Бенфика де Макао». Выступал за сборную Макао по футболу.

## Биография

### Клубная карьера
Родился в 1989 году в Аргонсилье, недалеко от Порту. Занимался футболом в академиях «Фейренсе» и «Боавишты». На взрослом уровне дебютировал в 2008 году в любительском клубе «Грижо». В 2009 году перешёл в клуб третьейen лиги «Лузитания» (Лороза), за который сыграл 8 матчей. Сезон 2010/11 провёл в клубе четвёртой лигиen «Фиайнш».
В 2012 году Тейшейра стал игроком «Бенфики де Макао», в составе которой стал многократным чемпионом страны. В 2018 году вместе с клубом впервые принимал участие в групповой стадии Кубка АФК, где провёл все 6 матчей и забил 1 гол. «Бенфика» набрала 12 очков и заняла второе место в группе, однако в плей-офф выходил только победитель группы.

### Карьера в сборной
9 октября 2015 года игрок дебютировал за сборную Макао в товарищеской игре со сборной Тайваня. В 2016 году сыграл за сборную в трёх матчах первого отборочного раунда Кубка Восточной Азии по футболу 2017, но занял с командой 3 место в группе и закончил выступление на турнире.

## Достижения
«Бенфика де Макао»
- Чемпион Макао (5): 2014, 2015, 2016, 2017, 2018